# Rito galicano
La liturgia o rito galicano fue el nombre que recibió la liturgia propia de las iglesias de Francia desde el siglo V al IX, aproximadamente. Se utilizó también en áreas de Italia relacionadas con Francia (Piamonte occidental, Milán y Langobardia Maior, Toscana y Sicilia después de la conquista normanda).

## Orígenes
Aunque los comienzos de esta liturgia son aún confusos, parece ser que contuvo elementos de la liturgia romana, de la que derivaba. Según las dos principales hipótesis habría surgido hacia el siglo VI en el sur de la Galia, como expresión de esa autonomía eclesial y creatividad que caracteriza a las comunidades eclesiales de esa época. Según algunos estudiosos, el centro principal habría sido Milán. Se atribuye a san Germán de París (la atribución es impugnada por la mejor crítica) un Expositio missae Gallicanae que representa una descripción de la forma tardía hacia el final del siglo VII.
La aparición de esta liturgia autóctona estuvo influenciada por varios factores: por una parte, el escaso contacto y comunicaciones entre las poblaciones galorromanas con la ciudad de Roma durante la dominación de los francos. Además, también influyó el apoyo dado al cristianismo por parte de los reyes cristianos de la dinastía merovingia.
La liturgia católica utilizada en la Galia es muy poco conocida porque sufrió una profunda "romanización" después de las reformas de Carlomagno.
Posteriormente, con los normandos, el rito galicano se estableció en el Reino de Sicilia como liturgia oficial.

## Características
El rito galicano se caracterizó por la ampulosidad de sus ceremonias y por las claras influencias orientales. Estas influencias se debieron a las peregrinaciones a Tierra Santa y a la llegada de obispos procedentes de Oriente.

## Decadencia
La decadencia del rito galicano se vio motivada por la amplísima variedad ritual, ante la ausencia de un obispo y de una sede que centralizara la ordenación de la liturgia. Para intentar solucionar este problema, se convocaron varios concilios a nivel provincial con el fin de conseguir una mayor unidad, que no obstante no evitaron su disolución.
A su vez, los papas buscaron una mayor unidad litúrgica en torno al rito romano. Así, se aprecia una fuerte romanización en los libros litúrgicos galicanos que hoy conocemos: Missale Gallicanum vetus, Missale Gothicum y Missale Francorum. 
El proceso de romanización se culminó durante el reinado de los reyes de la dinastía carolingia: De esta forma, Pipino el Breve comenzó introduciendo el canto gregoriano en la liturgia galicana, para incorporar posteriormente el Sacramentario Gregoriano. Finalmente, Carlomagno consumó la obra de su padre con facilidad.

## La misa galicana
Mientras el oficiante y clero hacen entrada, se entona una antífona con salmo. El celebrante saluda al pueblo con «El Señor esté siempre con vosotros» y se canta el Trisagio en griego y latín, al que sigue la proclamación de la Prophetia (primera  lectura) seguida del canto "Benedictus es, Domine, Deus patrum nostrorum etc." Llamado también Canto de los tres jóvenes. Este rito de entrada finaliza con la collectio post prophetiam, precedida de una invitación a la plegaria de los fieles o praefatio.
Las lecturas que se realizaban en la Misa galicana eran tres: la primera Prophetia, tomada del Antiguo Testamento; la segunda "Epístola", tomada de los Hechos de los Apóstoles y de las Epístolas,  la tercera la lectura evangélica que va precedida de una solemne procesión con el Evangeliario y seguida del Trisagio, nuevamente. El celebrante hace luego la explicación homilética de los textos leídos. Esta liturgia de la Palabra termina con unas preces litánicas, que dirige el diácono, de gran influencia oriental. Se conserva un formulario de estas preces en el Misal de Stowe: «Digamos todos de corazón: Señor, escúchanos y ten misericordia de nosotros...»; con la collectio post precem, el celebrante cierra esta oración.
La liturgia del sacrificio se abre con la procesión solemne de ofrendas: se llevaba al altar el pan encerrado en una caja en forma de torre y el vino en el cáliz, cubierto todo con velos, mientras el pueblo cantaba el sonus, canto procesional de ofertorio, análogo al Himno de los Querubines propio del rito bizantino. Depositadas las ofrendas sobre el altar, se cantan las Laudes o triple Aleluya, se leen los dípticos con los nombres de vivos y difuntos que se conmemoran, juntamente con la memoria de los santos, y el celebrante recita la collectio post nomina. El rito termina con el beso de paz, a la vez que se recita la collectio post pacem.
La oración eucarística se inicia con la contestatio o immolatio, análogo al prefacio del rito romano, aunque más extenso. El pueblo entona el Sanctus, y sigue una breve oración de transición Post Sanctus, que desemboca en la consagración. Después de la consagración se pronuncia la oración Post pridie. En el rito de la fracción del pan, las partículas se ponen en forma de cruz y se entona un canto llamado Confractorium. El Pater noster es recitado por celebrante y pueblo, a la manera oriental. Precede a la comunión una bendición del obispo a los fieles; a los sacerdotes se les permite dar la bendición también, pero con fórmula más breve. La comunión se recibía en el altar; los hombres, sobre la palma de la mano descubierta; las mujeres, en la mano cubierta con un pañuelo; se comulga también del cáliz del Señor. Mientras tanto, se canta la antífona fija Trecanum. Sigue la oración poscomunión. Y termina la Misa con estas palabras: Missa acta est. In pace!

## Liturgias neo-galicanas
El antiguo rito galicano desapareció, pero el mismo término se usó para indicar los ritos de las diócesis francesas. Con motivo del concordato de 1802, la Santa Sede concedió un reconocimiento implícito a estos ritos. Prosper Guéranger abogó por la restauración del rito romano, que fue recuperado gradualmente a mediados del siglo XIX, a excepción de puntos de menor importancia que se basaban en algunas tradiciones desde tiempos inmemoriales. La última diócesis francesa en abandonar el rito galicano fue la de Orléans, que adoptó el rito romano en 1874.
Solamente el rito lionés (en latín: ritus lugdunensisse) se ha preservado como liturgia particular hasta la reforma del papa Pablo VI en 1969, cuando prácticamente desapareció. Sin embargo, algunas de sus características (especialmente detalles puntuales) persisten en la liturgia celebrada en algunas iglesias de la arquidiócesis de Lyon, por ejemplo en la catedral Primatiale Saint-Jean-Baptiste. Solo unos pocos canónigos de Lyon y algunos miembros de la sociedad Saint-Irénée (una fraternidad sacerdotal de Lyon) sostienen oficialmente el rito lionés.